# Alundra 2: A New Legend Begins
Alundra 2, llançat en el Japó com Alundra 2: Ma Shinka no Nazo (アランドラ2 魔進化の謎, Arandora 2 Ma Shinka no Nazo, lit. "Alundra 2: El Misteri de l'Evolució Màgica") i en Europa com Alundra 2: A New Legend Begins ("Alundra 2: Una Nova Llegenda Comença"), és un videojoc d'acció i aventura desenvolupat per Contrail per la consola PlayStation de Sony.

## Jugabilitat
Alundra 2 és un videojoc d'acció que té l'entorn en l'espai tridimensional, el personatge pot moure's a totes direccions, i la càmera pot ser manual per girar 360 graus. El joc consisteix a lluitar contra els enemics, interactuant amb el caràcter de l'ambient, S'han de resoldre nombrosos puzles, i realitzar molta exploració. La història es presenta a través de text i veus.
El jugador controla a Flint, un jove espadatxí i protagonista silenciós. Flint utilitza una espasa per lluitar contra els enemics i porta un escut que dona habilitat per a la reducció de dany passiva; versions més fortes de tots dos es poden obtenir a través del joc. Flint també es pot aprendre noves tècniques successives de la seva espasa, coneguts com a combos, pels elements de recol·lecció anomenada Les peces del trencaclosques i l'intercanvi amb el personatge Senyor Jeehan. El joc també compta amb objectes únics, com un anell màgic que atorga poders especials a Flint com les habilitats per surar en un lloc o recórrer sobre lava perjudicial.

## Argument
La història d'Alundra 2 es troba en el regne de Varuna. Mefisto, un poderós bruixot està utilitzant poders màgics per controlar als humans i convertir als animals en màquines estúpides i violentes. Flint és un caçador de pirates buscat per traïció a la pàtria, i es dedica a això, ja que van ser els pirates els que van causar la mort dels seus pares.
El joc comença amb Flint infiltrant-se en una aeronau voladora. A l'interior, es troba que el vaixell està a càrrec dels robots humanoides, hi ha tecles visibles que sobresurten de la seva esquena i la seva parla és inintel·ligible. També a bord hi ha una família de tres pirates: Zeppo, Albert, i Ruby. Flint escolta d'amagat en la seva conversa i s'esmenta que Mefisto pot crear "homes mecànics" a través d'una tecnologia que només ell entén. El Baró Díaz, desconfiat de Mefisto, li dona les tasques als pirates de tenir un ull sobre ell.
Flint és descobert i atacat per Zeppo. Els danys i perjudicis resultants de batalla a l'interior de la nau i fa que es bloquegi. Flint cau en el mar i la lava en una riba on és trobat per un veí i portat pulg. Després de recuperar-se, es troba amb la Princesa Alexia i uneix forces amb ella. Alexia explica que el seu pare ha desaparegut i ella sap que el baró Díaz utilitza als pirates a desfer-se d'ell.
En la seva recerca de proves incriminatòries, Flint i Mephisto Alexia es troben a la batalla amb les seves abominacions mecàniques, i investiguen la sospitosa "Església de la clau". Finalment són detinguts per Mephisto i portats per mar a Varuna. Flint es llança a l'aigua, però sobreviu i arriba a la capital per fer front al Baró Díaz. El baró amenaça la vida d'Alexia, i Flint prova de recuperar les tres relíquies a canvi de la seva seguretat. Flint se li diu de comptar amb l'ajuda dels tres pirates que havia conegut abans: Zeppo, Albert, i Ruby. Li ajudarà a entrar en les ruïnes. Flint passa per les ruïnes i la lluita amb els seus antics guardians per obtenir les tres relíquies.
Flint torna al Baró Díaz i realitza el lliurament de les relíquies, i el baró les utilitza per entrar en una torre a la recerca del tresor perdut de Varuna. Mephisto el segueix a l'interior i llegeix un mural en una paret. Hi ha un conjunt d'instruccions que apareixen en el mural i que no obstant això, una altra relíquia cal abans que les instruccions es puguin completar. Flint és ordenat recuperar la quart relíquia i ho fa a través de més calabossos a la recerca de la relíquia. En el camí, es troba amb un drac d'esclaus anomenat Tirion. Flint l'allibera i el drac li porta de tornada a Varuna.
Després que Flint retorni amb la relíquia final, es troba que la maquinària de la torre s'ha activat. Mefisto revela que no hi ha un tresor perdut de Varuna i que ell havia construït la torre fa dues mil anys amb la finalitat de calcular les coordenades del centre neuràlgic del planeta. Un mag anomenat Lumiere, no obstant això, va impedir l'entrada de Mephisto mitjançant el segellat de la torre. Mephisto a continuació, insereix una clau en el Baró, convertint-lo en un monstre mecànic. Després que Flint derrotés al monstre, el Baró Díaz torna a la normalitat. Fora de la capital, Mephisto aixeca la Star Key, apareix un gegant amb forma de clau estructura, sortint del mar. La seva intenció és utilitzar el seu poder per prendre el control del planeta.
Tirion vola amb en Flint, Alexia, Zeppo, Albert, i Ruby amb la Star Key per enfrontar-se a Mephisto. Flint fa el seu camí a través de la masmorra i es troba amb que Zeppo ha estat capturat. Mephisto apareix i s'insereix una clau en Zeppo, també el converteix en un monstre mecànic. Flint derrota al monstre, Zeppo torna al seu estat anterior, i després s'enfronta a Mefisto a la batalla. Flint mata a Mefisto i la Star Key col·lapsa en el mar. El grup s'escapa en la part posterior de Tirion, Flint i Alexia s'abracen mentre volen junts.

### Personatges
- Flint: La seva família va ser assassinada per un grup de pirates, i els ha estat caçant des de llavors. També és un home buscat en el regne de Varuna.
- Alexia: la Princesa de Varuna. Ella busca al seu pare, el Rei de Varuna.
- Senyor Prunewell: El vell criat d'Alexia, apareix prop del començament del joc. Té espies que vigilen en Flint.
- Zeppo: El líder de la família pirata. Marit de Mileena.
- Rubí: Filla de Zeppo. Molt manaire i de mal geni. La filla de Mileena.
- Albert: Fill de Zeppo. Silenciós i tranquil. El fill de Mileena.
- Mephisto: El capità del cargol de la màgia. Els seus cargols, quan està connectat a un organisme viu, que es converteixin en màquines de matar.
- Baró Díaz: S'ha pres el tron després de la desaparició del Rei de Varuna, es col·laborava secretament amb Mephisto. Desesperadament vol casar-se amb la princesa Alexia.
- Nunugi: Assistent / guardaespatlles de Baró Díaz.
- Miyagi: El germà de Nunugi, es pot veure en el final.
- Natasha: bones intencions del Baró filla.
- Mileena: La reina pirata, i també la mare de Rubí i Alberto. Té un contracte amb Mefistòfeles.
- Belgar: assistent de Mileena / guardaespatlles. El pare de Flint.
- Rei Varuna: La regla de Varuna del Regne Unit que és segrestat i reemplaçat per un ninot de fusta. Alexia es desplaça la terra a la recerca d'ell.

## Recepció
El joc va rebre una puntuació mitjana de 70,12%, basat en un total de 25 comentaris, amb el que va ser molt menys reeixit que el seu predecessor.
IGN li va donar a Alundra 2 una puntuació de 7.7 de 10. Després d'elogiar al seu predecessor Alundra com "un dels millors jocs d'acció/rol de la PlayStation" i la seva història com "una de les històries més fosques de qualsevol joc de rol que existeix", el crític va declarar que Alundra 2 "simplement no s'acumula" i això, "a pesar que l'escriptura va ser excepcional, no va compensar el fet que el joc tenia una història realment afruitada". No obstant això, va declarar que li agradaven els "trencaclosques del joc i estava molt impressionat amb el treball de localització fet per Activision", però que "el joc va ser molt perjudicat pels seus menors controls precisos, molest per les batalles difícils", "la música és avorrida, i els gràfics tenen problemes tècnics". Va concloure que "si es pretén que això no tingui res a veure amb l'Alundra original o Zelda, probablement gaudiran d'aquest joc sense problemes. Definitivament és un dels cinc millors jocs d'acció/rol de PlayStation".